# 东山县抗战烈士陵园
东山县抗战烈士陵园，位于中国福建省东山县铜陵镇，为一个省级文物保护单位，类型为古建筑及历史纪念建筑物，为第三批福建省文物保护单位，公布时间为1991年4月17日。
东山县抗战烈士陵园的历史年代为1941年。